# Djamel Tlemçani
Djamel Tlemçani (Médéa, 16 aprile 1955) è un ex calciatore algerino, di ruolo centrocampista.

## Carriera
Con la Nazionale algerina ha preso parte ai Mondiali 1982 disputandovi una partita.